# 双河镇 (重庆市)
双河乡，是中华人民共和国重庆市武隆区下辖的一个乡镇级行政单位。

## 行政区划
双河乡下辖以下地区：
双河社区、新春村、坨田村、团兴村、木根村、石坝村、荞子村、梅子村和铁炉村。